# 10-я бригада Армии Людовой «Победа»
10-я бригада Армии Людовой «Победа» (пол. 10 Brygada Armii Ludowej «Zwycięstwo») — это партизанское соединение Армии Людовой, которое действовало в 1944 году на оккупированной нацистской Германией территории Польши.

## История
К осени 1944 года на оккупированной немцами территории Польши находилось значительное количество советских граждан — военнопленные и заключённые концентрационных лагерей, многих из которых немцы использовали на принудительных работах, а также беглецы (в том числе, дезертировавшие военнослужащие «восточных легионов»), находившиеся на нелегальном положении. Несколько тысяч советских граждан к этому времени вступили в польские антифашистские организации движения Сопротивления.
В общей сложности, в польском движении Сопротивления участвовали 7-8 тысяч советских военнопленных (в том числе 6 тысяч в формированиях Гвардии Людовой и Армии Людовой, 1 тысяча — в Батальонах Хлопских и около 1 тысячи — в АК).
В 1943—1944 годы отношение руководства Армии крайовой к советским гражданам начало ухудшаться, на территории Польши были неоднократно зафиксированы случаи разоружения и расстрела бежавших из немецкого плена советских военнопленных (в том числе тех, кто желал вступить в партизанские отряды АК с целью сражаться с немцами и даже тех, кто ранее был принят в ряды АК). В результате, советские граждане, ранее воевавшие в отрядах Армии крайовой начинают переходить в состав подразделений Армии Людовой.
Основой для создания бригады стали две группы советских военнопленных, присоединившиеся к отрядам AL в сухенднёвских лесах: отряд, которым командовал Анатолий Царев (31 человек) и отряд, которым командовал старший лейтенант РККА Николай Донцов (16 человек).
29 августа 1944 года на сторону Армии Людовой совершила переход рота 25-й пехотной дивизии АК под командованием Николая Цибульского, сформированная 15 июля 1944 года из бывших советских военнопленных.
12 сентября 1944 года началось формирование отдельной партизанской бригады из советских граждан, находившихся в отрядах Армии Людовой, на следующий день командующий III округа Армии Людовой подписал приказ № 57 от 13 сентября 1944 года о создании 10-й бригады Армии Людовой и назначении командира бригады.
Личный состав бригады комплектовался преимущественно из советских военнопленных. Командиром бригады стал ст. лейтенант Николай Донцов, комиссаром — лейтенант РККА Иван Громов, начальником штаба — майор Николай Цибульский. Общая численность личного состава бригады составляла около 300 человек (около 85 % личного состава бригады составляли советские граждане и 15 % — поляки). Двое из партизан бригады являлись немцами по национальности.
С момента создания, 10-я и 11-я бригады Армии Людовой были включены в состав советского соединения Армии Людовой (Zgrupowanie Radzieckie Armii Ludowej), которым командовал полковник Т. Ф. Новак («Пётр»).
Бригада была создана в Ближинском лему, однако сразу же после создания совершила переход из Ближинского леса в Самсонувский лес. Во время марша партизанская разведка сообщила о том, что немецкие сапёры и легионеры военно-строительной организации «Тодт» начали строительство оборонительного рубежа в районе города Скаржиско-Каменна, причём на строительство сгоняют жителей соседних сёл. Командование AL приказало бригаде прекратить работы, для чего из состава бригады выделили взвод партизан. Прибыв на место строительства у деревни Рейюв, командир взвода лейтенант Швец отдал приказ атаковать в тот момент, когда к немцам подъехала полевая кухня и почти все солдаты подошли получать обед. В результате, огнём из засады были уничтожены 39 из 40 немцев (один сумел сбежать), выведена из строя легковая машина «мерседес» (которую расстреляли винтовочно-пулемётным огнём), захвачены пулемёт, винтовки и боеприпасы. Несколько мобилизованных польских крестьян, решив не возвращаться к немцам, присоединились к партизанам и позднее вступили в отряды AL. Партизаны потерь не имели, но в бою погиб один из мобилизованных на строительные работы поляков, Казимеж Бурачек — после того, как партизаны открыли огонь, он подбежал к немецкому пулемётчику и ударил его лопатой по голове, после чего был застрелен другим немецким солдатом.
Бригада действовала на территории Келецкого воеводства Польши. В августе — сентябре 1944 года, во время боёв войск 1-го Украинского фронта на Сандомирском плацдарме бригада взорвала шесть мостов в тылу немецких войск.
Поскольку среди бывших советских военнопленных, воевавших в 10-й бригаде, были солдаты-бронебойщики, командование AL сформировало в составе бригады противотанковое подразделение. На вооружение этого подразделения передали полученные из СССР советские противотанковые ружья. Противотанкисты отличились в начале сентября 1944 года, в первый день боя у Свиней Гуры, когда на участке фронта у деревни Шаласы немецкое командование ввело в бой против партизан четыре танка. Развёрнутое на окраине леса противотанковое подразделение встретило приближавшиеся танки сосредоточенным огнём из ПТР, в то же время немецкие танкисты не могли определить точное местонахождение расчётов и их огонь был неэффективен. В результате, танки были повреждены и остановлены.
После приближения линии фронта к району деятельности бригады, в ночь на 27 октября 1944 года в районе селения деревни Гурна-Хотча соединение из 765 партизан (2-я бригада AL, 10-я бригада AL, 2-й батальон 1-й бригады AL Келецкого воеводства, группа деконспирированного актива ППР из окрестностей Хотчи и группа партизан «Батальонов хлопских») с боем прорвалось через линию фронта и вышло в расположение советских войск. 10-я бригада AL вышла в расположение советских войск на участке 77-й гвардейской стрелковой дивизии 1-го Белорусского фронта.
В дальнейшем, бригада была расформирована, личный состав был направлен на пополнение воинских частей действующей армии.
В ходе боевой деятельности, бригада уничтожила 8 железнодорожных составов с войсками и военными грузами, 2 шоссейных и 4 железнодорожных моста, освободила из лагерей около 100 русских военнопленных.